# Mario Tennis (Game Boy Color)
Mario Tennis är ett sportspel till Game Boy Color. Spelet utvecklades av Camelot Software Planning och gavs ut av Nintendo år 2001 i Europa. Det är det första spelet i serien på en bärbar konsol.